# Drei Gesichter
Drei Gesichter (Originaltitel: سه‌رخ Se rokh) ist ein Film des iranischen Regisseurs Jafar Panahi. Deutscher Kinostart des Films war der 4. Oktober 2018. Im Iran wurde der Film verboten, der Regisseur hat seit 2010 Berufsverbot.

## Handlung
Die Schauspielerin Behnaz Jafari und Jafar Panahi fahren mit dem Auto in den Nordwesten Irans, nach Ost-Aserbaidschan. Von dort hatte Jafari das Handyvideo der jungen Marziyeh erreicht: Das Mädchen will in Teheran Schauspiel studieren und wurde bereits an der Schauspielschule angenommen. Die Eltern verweigern der Tochter jedoch die Erlaubnis, ihre Ausbildung anzutreten. Marziyeh behauptet in dem Video, sie habe mehrmals versucht, Behnaz Jafari zu erreichen, damit sie zwischen ihr und den Eltern vermittelt. Jafari habe aber nie zurückgerufen und sei deshalb Schuld an Marziyehs Suizid. Dieser wird anschließend scheinbar auf dem Video festgehalten.
Jafari und Panahi wollen nun herausfinden, ob sich das Mädchen wirklich umgebracht hat oder ob das Video manipuliert wurde. Auf der Reise in Marziyehs Heimatdorf treffen sie auf eine alte Frau, die in ihrem eigenen Grab probeliegt, werden zum Tee eingeladen und lernen einheimische Verkehrsregeln auf engen Bergstraßen kennen. Während des ganzen Films verschwimmen die Grenzen zwischen Fiktion und Dokumentarfilm.
Schließlich kommen die beiden in Marziyehs Dorf an und erfahren, wie es zu dem ominösen Handy-Video kam. Die Dorfgemeinschaft gibt vor, Marziyeh nicht zu kennen, und bringt eigene Interessen und Probleme zur Sprache. Sie finden den tobsüchtigen Bruder und die Mutter Marziyehs, die jedoch nur berichten kann, dass Marziyeh seit 3 Tagen nicht zu Hause war. Die im Video erwähnte Cousine Marziyehs, Maedeh, gibt vor, auch nichts zu wissen. Jafari und Panahi finden die Höhle, in der das Video aufgezeichnet wurde, jedoch keine Leiche. Zurück im Dorf führt Maedeh Jafari zur lebenden Marziyeh. Es kommt zu einem hysterischen Streit zwischen Jafari und Marziyeh, woraufhin Jafari und Panahi das Dorf verlassen. Da eine kranke Kuh auf dem einspurigen Weg liegt, müssen sie umkehren. 
Sie fahren zum Haus von Shahrzad – eine vor der islamischen Revolution gefeierte Schauspielerin, die nun verarmt und allein am Rande des Dorfes lebt. Die Künstlerin bewahrt sich in ihrer winzigen Hütte eine prekäre Autonomie: Zwar wird sie von den Dorfbewohnern gemieden, aber sie kann einigermaßen ungestört ihren künstlerischen Interessen nachgehen.
Marziyeh war bei Shahrzad untergekommen. Jafari und Marziyeh versöhnen sich. Da das Haus nur wenig Platz biete, übernachtet Panahi im Auto. Abends geht Jafari nochmal ins Dorf, um mit ihrer Produktion zu telefonieren. Dort kommt ein Mann auf sie zu, der sie vorher zum Tee eingeladen hatte. Er ist Vater eines beschnittenen Jungen und übergibt ihr die eingelegte Vorhaut des Jungen in einem Säckchen mit der Bitte zur Weitergabe an eine Persönlichkeit, im Glauben, dass der Sohn dann dort ein gutes Auskommen finden würde.
Am nächsten Morgen bringen sie Marziyeh zu ihrer Mutter. Jafari geht als Vermittlerin mit ihr hinein, während der Bruder tobend herauskommt und mit einem Stein spielt. Als Panahi sein Auto verlässt und sich die Beine vertritt, ertönt bald eine Alarmanlage. 
Auf der Rückfahrt hat die Frontscheibe große Risse. Als Panahi entgegenkommenden Verkehr auf der einspurigen Straße, verkehrsregelkonform hupend, abwartet, läuft Jafari schon mal vor. Schließlich kommt Marziyeh ihr nachgerannt und der Film endet mit entgegenkommenden Viehtransporten.

## Produktion
Der Film hatte am 4. Oktober auf dem Filmfest Hamburg deutsche Premiere. Verleih in Deutschland ist Weltkino.
Drei Gesichter ist der vierte Film, den Jafar Panahi seit dem 2010 verhängten Berufsverbot gedreht hat.
Jafar Panahi ließ sich von seiner Tochter aus Frankreich eine Kamera schicken und machte sich dann zusammen mit der in Iran berühmten Schauspielerin Behnaz Jafari auf die Reise. Die beiden fuhren in den Nordwesten des Landes, aus dem Panahis Familie stammt.

## Rezeption
Drei Gesichter überzeugte bislang 98 Prozent der Kritiker bei Rotten Tomatoes und erhielt eine durchschnittliche Bewertung von 7,9 der möglichen 10 Punkte. Für Katja Nicodemus von der Zeit handelt Drei Gesichter „von der Schauspielerei und dem Preis, den man als Frau im Iran dafür zu zahlen bereit ist“. Sie sieht den Regisseur hier, wie auch in anderen Filmen, als Komplizen seiner Darstellerinnen. Fahimeh Farsaie kritisiert dagegen im IranJournal, dass die Protagonistinnen Opfer eines Drehbuchs werden, das die Frauenfiguren zu wenig differenziert. Sie bescheinigt Panahis Film außerdem einen „unreflektierten ethnologischen Blick“. In vielen Medien wird das Verschwimmen von Fiktion und Dokumentarfilm und das raffinierte Verweben der verschiedenen Realitätsebenen lobend erwähnt. Außerdem wird allgemein bewundert, wie der Filmemacher es trotz Berufsverbots immer wieder schafft, Filme zu drehen, und Panahis Regiearbeit wird mit der von Abbas Kiarostami verglichen.

## Auszeichnungen
- „Bestes Drehbuch“ beim Festival de Cannes, 2018[13]